# Vương Giát
Vương Giát (chữ Hán: 王戞, ?-?), là người đỗ đệ nhất giáp kỳ thi Thái học sinh năm Thiên Ứng Chính Bình thứ 8 (Kỷ Hợi, 1239), đời vua Trần Thái Tông, cùng Lưu Miễn. Đỗ đệ nhị giáp khoa thi này là Ngô Khắc, đệ tam giáp là Vương Thế Lộc.
Sử sách không chép gì thêm nữa về ông.